# Condition des femmes en Turquie
Cet article présente la condition des femmes en Turquie depuis 1913.

## Histoire

### Empire ottoman
En 1913, Belkıs Şevket elle est l'une des fondatrices de la Société pour la protection des droits des femmes (tr) (Müdâfaa-y Hukûk-u Nisvân Cemiyeti en turc ottoman) et rédactrice du magazine Kadınlar Dünyası (Le monde des femmes en turc, publié entre 1913 et 1921), d'abord sur une base quotidienne, puis hebdomadaire. Elle est également la première femme ottomane aviatrice, effectuant son premier vol le 1er décembre 1913.

### Sous Atatürk

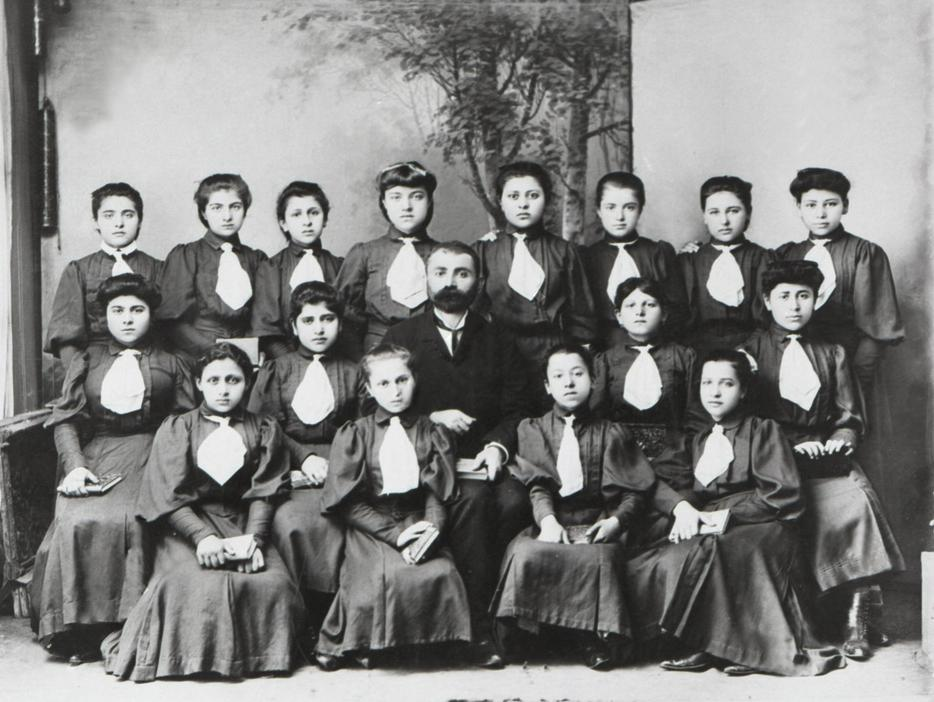
Élèves à Trabzon (anciennement Trébizonde) au début du XXe siècle.

Avant même l'instauration de la République en 1923, des suffragettes militent pour le droit de vote des femmes. En 1922, dans le journal Türk Kadın Yolu (tr) (Voie des femmes turques) est ainsi écrit :

« Ils donnent des droits aux hommes, et aux femmes le silence. Cependant, dans une démocratie, quels que soient les droits des hommes, ils devraient être des droits des femmes […] Vous ne pouvez pas diviser les droits ni les classer. Le temps est venu. »

Pour ces militantes, si la République et la démocratie sont proclamées, elles doivent logiquement octroyer la citoyenneté aux femmes. Durant la période de transition suivant la chute de l'Empire ottoman après la Première Guerre mondiale et le début de la République, la féministe Nezihe Muhiddin, rédactrice en chef de Kadın Yolu, note que les Jeunes-Turcs au pouvoir, qui avaient promis d'importer de France les valeurs de liberté, d'égalité et de fraternité, ont échoué en ce qui concerne les droits des femmes.
En 1923, Nezihe Muhiddin créé le Parti des femmes du peuple (Kadınlar Halk Fırkası (tr)). Les femmes n'ayant pas encore de droits politiques, il est interdit puis transformé en association, l'Union des femmes turques (Türk Kadınlar Birliği ou TKB). Au moyen du journal Türk Kadın Yolu (tr), l'Union renseigne son lectorat sur son action, organise des débats sur le féminisme, renseigne sur les droits obtenus dans d'autres pays et publie les courriers échangés avec des suffragettes étrangères. L'association défend l'octroi de droits politiques pour les femmes, leur intégration dans les sphères sociales et économiques, de même que la possibilité pour elles de servir dans l'armée, ce qui supposerait une éducation égale à celle que reçoivent les garçons.

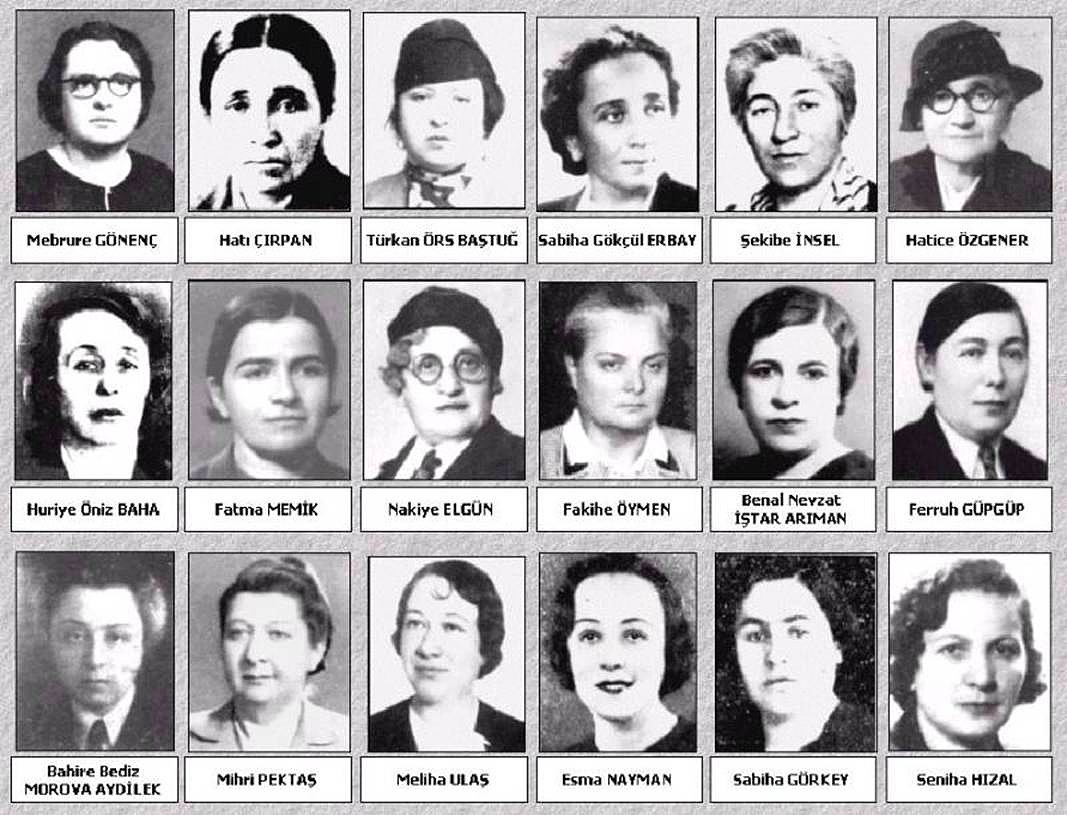
Les premières femmes députées de Turquie.

Mustafa Kemal Atatürk est président de 1923 à 1938 ; il souhaite moderniser et occidentaliser le pays, à rebours des traditions de l'ancien Empire ottoman, qu'il estime responsables de son déclin. Est alors menée une politique de « féminisme d'État ». Sans mentionner les militantes de terrain, l'histoire officielle ne retient que l'action du chef de l'État quant à l'obtention de nouveaux droits pour les Turques. Le travail des historiens a depuis mis en lumière le rôle de ces femmes. Inspiré de son homologue suisse, le Code civil turc de 1926 abolit la polygamie, légalise le mariage civil, le divorce et les droits patrimoniaux égaux entre époux. Les élections municipales de 1930 sont les premières où les femmes peuvent voter et être élues. En 1933, Gül Esin (tr) est la première femme élue chef de village, dans la province d'Aydın. Le 5 décembre 1934, le droit de vote leur est octroyé pour les élections nationales ; elles votent pour la première fois aux élections législatives du 8 février 1935, à l'issue desquelles 18 députées sont élues (4,6 % des parlementaires).
En avril de la même année, l'association internationale féministe Alliance internationale pour le suffrage des femmes tient son douzième congrès à Istanbul, au palais de Yıldız, sa présidente Margery Corbett Ashby saluant alors les réformes d'Atatürk. Mais juste après, l'Union des femmes turques est dissoute. On ignore les raisons exactes ayant motivé cette décision mais il est possible que le poids important des féministes invitées issues de pays alliés (États-Unis, Royaume-Uni et France) ait pesé, tandis que d'autres (comme l'Allemagne, l'Italie ou encore l'URSS) n'avaient pas de représentantes, et ce dans un contexte de montée des tensions internationales. Pour sa part, la dernière présidente de l'Union, Latife Bekir, justifie la disparition de l'Union, laquelle ayant de son point de vue obtenu les droits qu'elle réclamait jusque là. Les déléguées de l'association votent donc sa fin et il est décidé que ses membres œuvreraient désormais dans les institutions républicaines plutôt qu'au sein d'une structure à part.
Au-delà de ces droits formels, l'image des Turques change, la femme républicaine devenant « celle de la femme éclairée et éduquée, visage de la future Turquie et « mère de la nation turque » moderne — et surtout occidentale » note le site Orient XXI. Cependant, comme ailleurs dans le monde, ces avancées sont mises à mal par un pouvoir patriarcal enraciné.
En Turquie, le Code de la famille reste égal à l’homme[pas clair] depuis les réformes kémaliste et la polygamie est formellement interdite. Toutefois, l’idée selon laquelle les hommes sont supérieurs aux femmes demeure en Turquie, même si dans les régions de l’Ouest les avis semblent être plus progressistes.

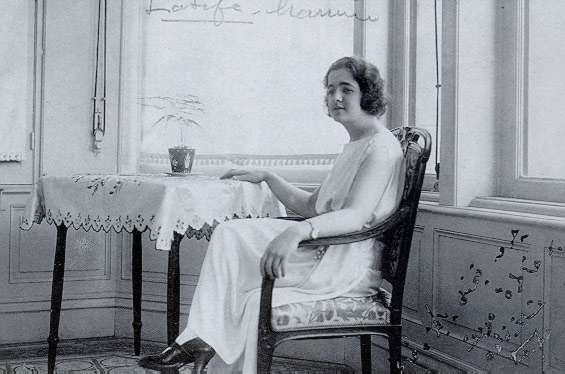
Latife Uşşaki, l'épouse d'Atatürk.
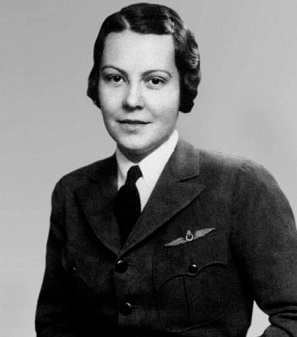
Sabiha Gökçen, fille adoptive d'Atatürk et pionnière de l'aviation.
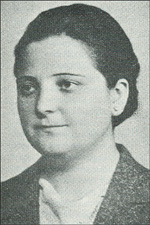
Afet İnan, fille adoptive d'Atatürk, historienne et sociologue.
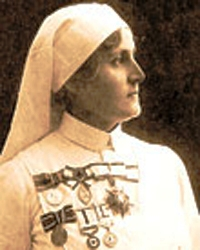
Safiye Ali (en), première femme docteur de Turquie.
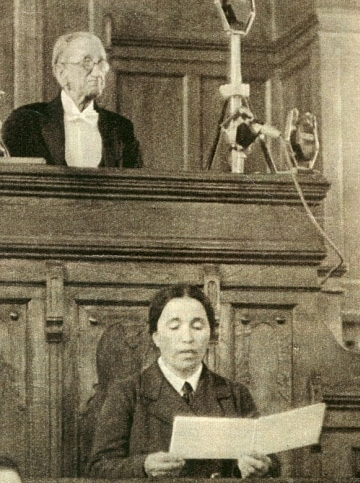
Hatı Çırpan en 1935 ; l'une des premières femmes députées.
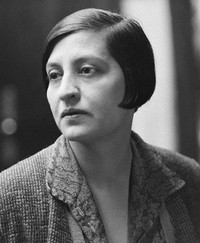
Halide Edib Adıvar, femme de lettres.

### Seconde moitié duXXesiècle
Après les élections législatives de 1943, la part de femmes parlementaires passe à 3,7 % puis après l'adoption du système multipartite en 1950 à 0,6 %. Jusqu'au scrutin de 2007, ce taux ne dépasse en moyenne pas les 5 %.

### XXIesiècle

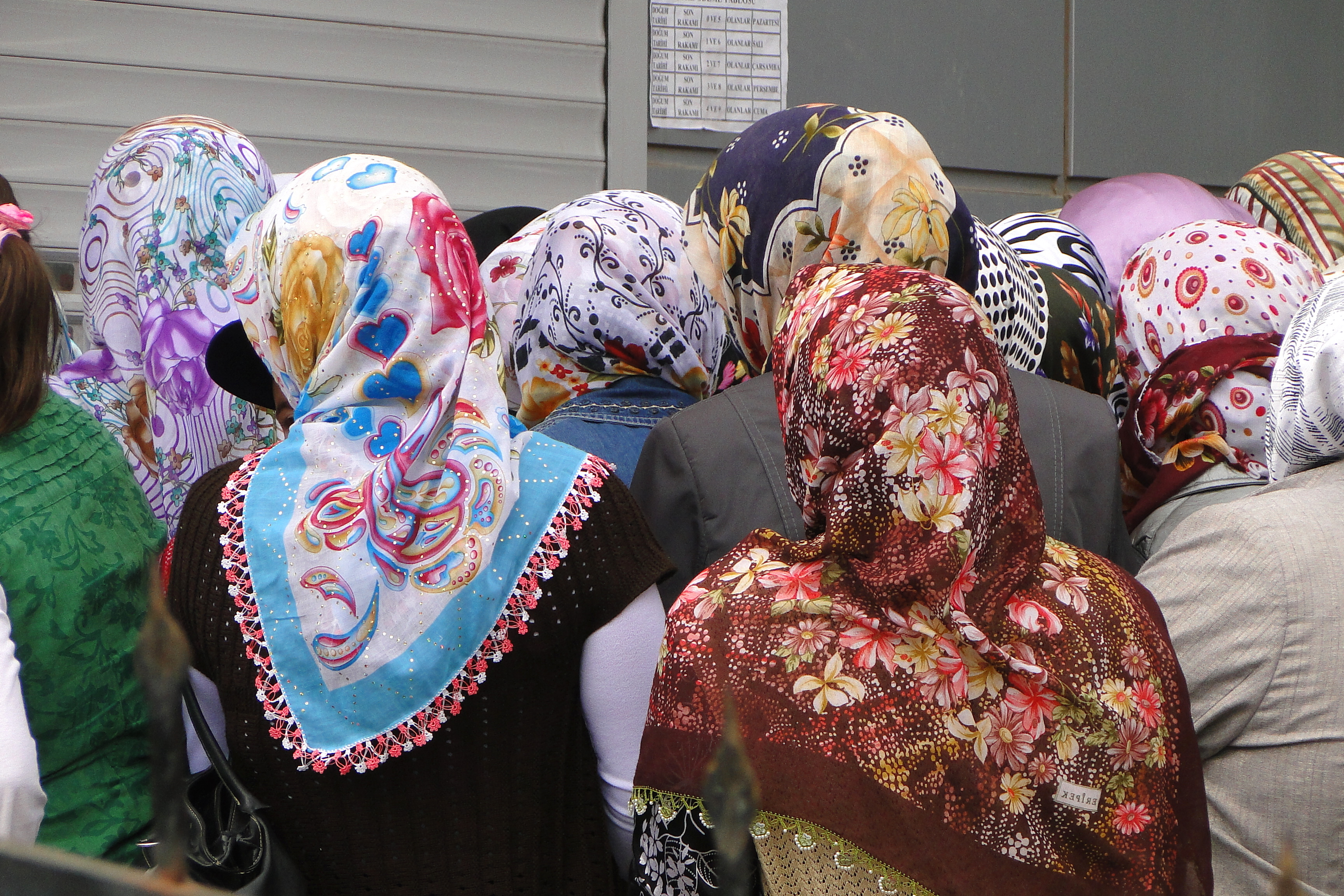
Femmes kurdes portant le hidjab, en 2011.

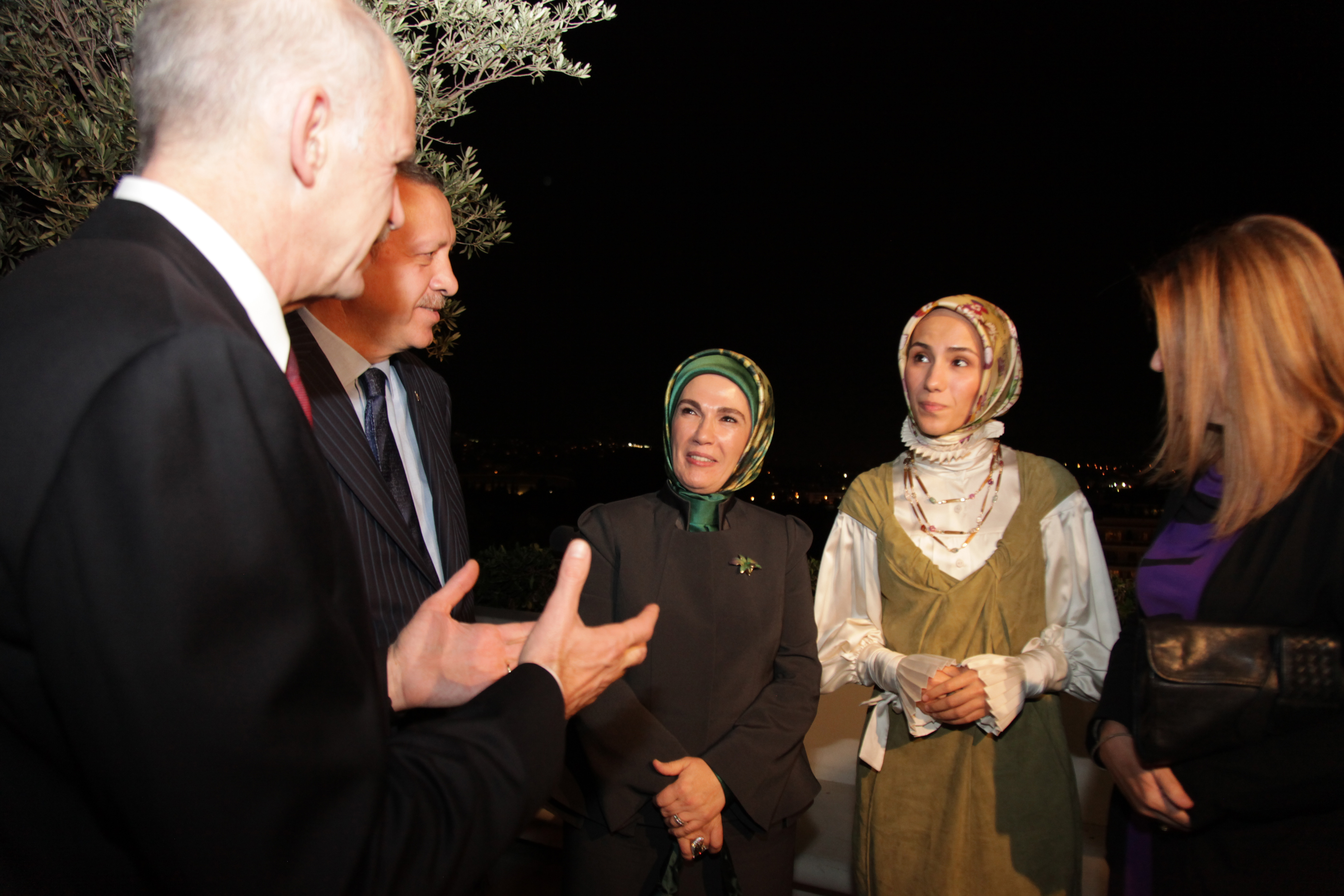
Recep Tayyip Erdoğan, son épouse Emine et leur fille Sümeyye.

Lors des élections législatives de 2007, la part de femmes députées passe à 9,11 % puis à 14,3 % pour celles de 2011 et 17,6 % à celles de juin 2015, retombant à 14,7 % au scrutin de novembre 2015, organisé après qu'il eut été impossible de former un gouvernement. En termes de comparaison, la Turquie se situe en 2017 en dessous de la moyenne mondiale en matière de femmes parlementaires (23,5 %), des pays arabes (17,5 %) et européens (27,2 %).
Recep Tayyip Erdoğan devient Premier ministre en 2003 puis président en 2014. Décrié pour son autoritarisme, il mène une politique d'islamisation, qui suscite les critiques des milieux laïcs. En 2017, Le Figaro Magazine note que, depuis son arrivée au pouvoir, « les jeunes femmes sont de plus en plus voilées, y compris à l'université ».
La campagne du référendum constitutionnel de 2017, qui a pour projet de faire passer le régime parlementaire à un régime présidentiel, donne lieu à plusieurs initiatives de femmes (manifestations, meetings, tractages, vidéos, etc.). Le 5 mars, une marche féministe est organisée à Istanbul, réclamant au gouvernement davantage d'égalité et des mesures contre les violences visant les femmes. Au même moment, l'Association des femmes et de la démocratie (KADEM), créée par Sümeyye Erdoğan, la fille du président, clame son soutien au référendum. L'électorat féminin islamo-conservateur a en effet été choyé par le chef de l'État, qui a supprimé l'interdiction aux femmes voilées de travailler dans la fonction publique (notamment dans la police et l'armée) et d'étudier à l'université. Elles le soutiennent aussi pour avoir permis, grâce à sa politique économique, l'enrichissement des ménages lors des années 2000 ou, au niveau international, d'être une personnalité suffisamment imposante pour faire contrepoids aux Occidentaux. D'autres se satisfont de sa politique en matière de transports, de la scolarisation des filles ou encore du soutien aux femmes entrepreneures. Afin de s'ériger en père de la nation, Erdogan s'approprie même la figure d'Atatürk, en dépit de leurs conceptions différentes de la place des femmes dans la société. Au contraire, ses opposantes considèrent que voter en faveur du projet constitutionnel reviendrait à cautionner la politique d'Erdogan à l'égard des femmes, rendant par ailleurs sa contestation plus difficile, alors que les critiques concernant son autoritarisme se font nombreuses ; le président avait notamment proposé l'année précédente de dépénaliser les agressions sexuelles sur les jeunes filles mineures dans certains cas (voir infra). La plateforme « Hayir Diyen Kadinlar » (« Les femmes disent non ») regroupe plusieurs associations féministes. La polarisation entre soutiens et critiques du président Erdogan reste toutefois complexe et, selon les analyses, ne peut pas être appréhendée de manière binaire. Finalement, Erdogan remporte le référendum (51,41 % pour le « oui »).

## Indicateurs socio-démographiques

### Espérance de vie et santé
L'avortement est légal pour raisons médicales depuis 1965. En 1983, le délai est fixé aux dix premières semaines de grossesse. Au début des années 2010, le Premier ministre Erdogan compare l'IVG à un « meurtre », tandis qu'un projet de loi prévoit de ramener ce délai à quatre semaines, ce qui suscite l'indignation des féministes et de l'opposition. Début 2020, les avortements ont pratiquement disparu des hôpitaux publics, « révélateur de la politique nataliste du président islamo-conservateur » Erdogan note Le Figaro.

### Éducation

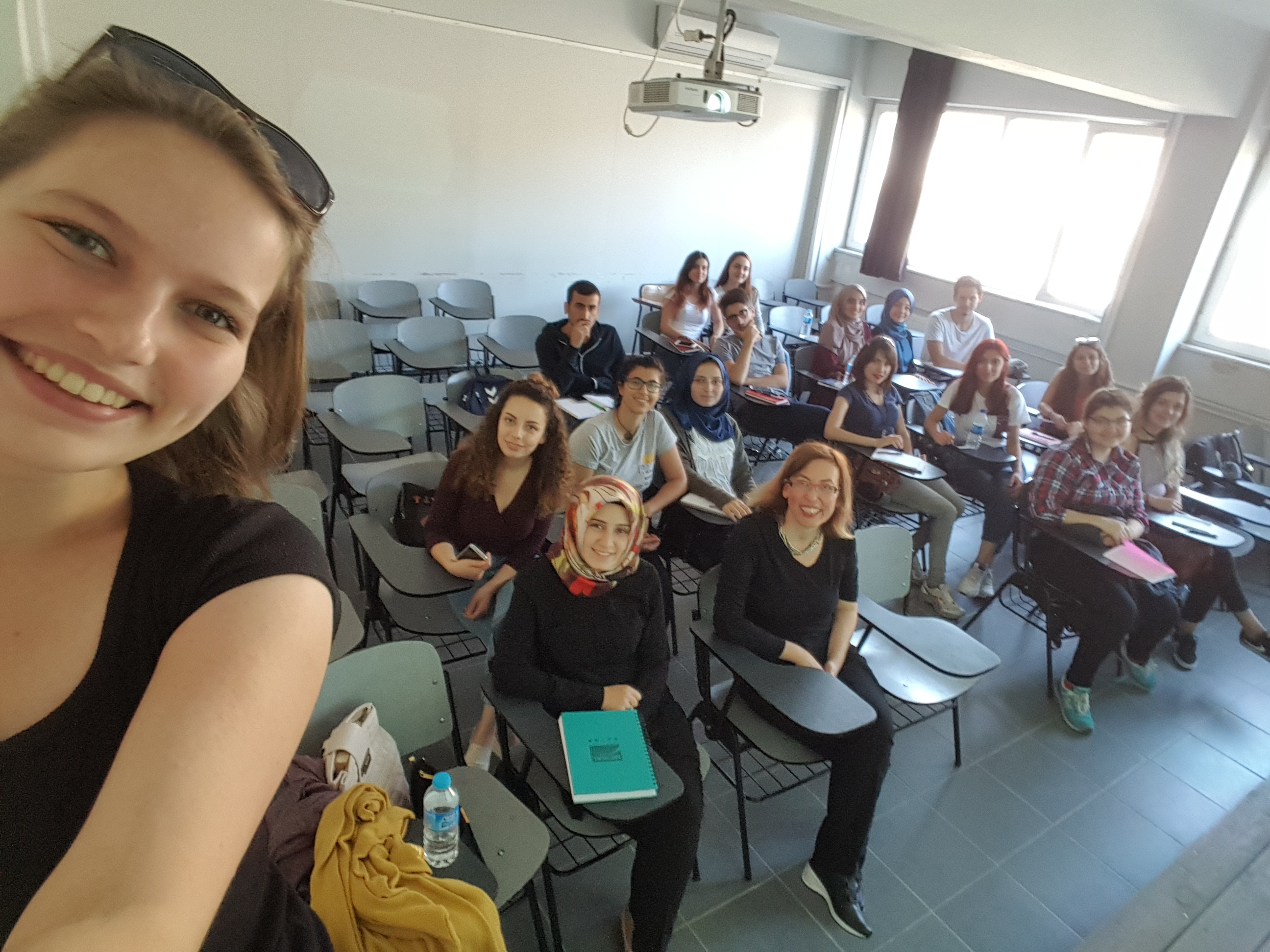
Classe de psychologie à l'université Uludağ en 2007.

### Emploi et vie économique

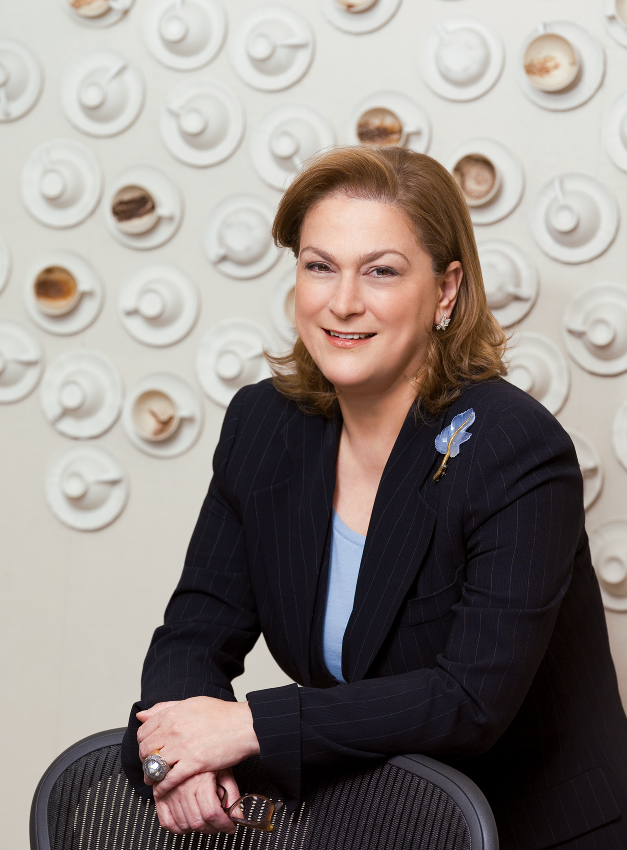
Güler Sabancı, femme d'affaires.

### Participation à la vie politique

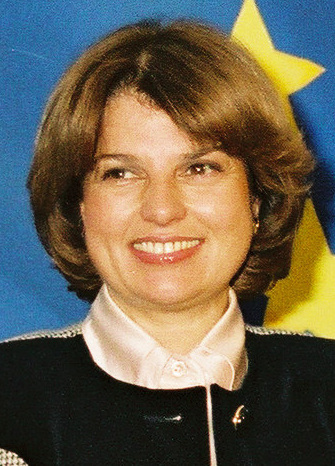
Tansu Çiller.

Tansu Çiller est la première et seule femme à avoir exercé la fonction de Premier ministre, de 1993 à 1996. Par ailleurs, jusqu'en 2017, seulement 22 femmes ont été ministres depuis le début de la République ; la première était Türkân Akyol, en 1971, suivie par Nermin Neftçi, en 1974. En 1970, Behice Boran devenait la première femme à accéder à la tête d'un parti politique, le Parti des travailleurs de Turquie. En 2017, seul le Parti démocratique des peuples (HDP, pro-kurde) compte une co-présidente, Serpil Kemalbay (en).
La même année, au sein du gouvernement, il n'y a que deux femmes sur 27 ministres : Fatma Betül Sayan Kaya à la Famille et aux Affaires sociales et Jülide Sarıeroğlu (en) au Travail et à la Sécurité sociale.
En vue de l'élection présidentielle de 2018, la candidate de droite Meral Akşener fait un temps figure de favorite. Elle termine néanmoins en quatrième position.
Aucun parti ne soutient davantage de participation des femmes à la vie politique, hormis le Parti républicain du peuple (fondé par Atatürk et de centre gauche) et le HDP. Le premier a adopté un quota de 33 % de femmes pour les nominations et les candidatures (seuil recommandé par le Conseil de l'Union européenne en 1996) et le second de 50 %.

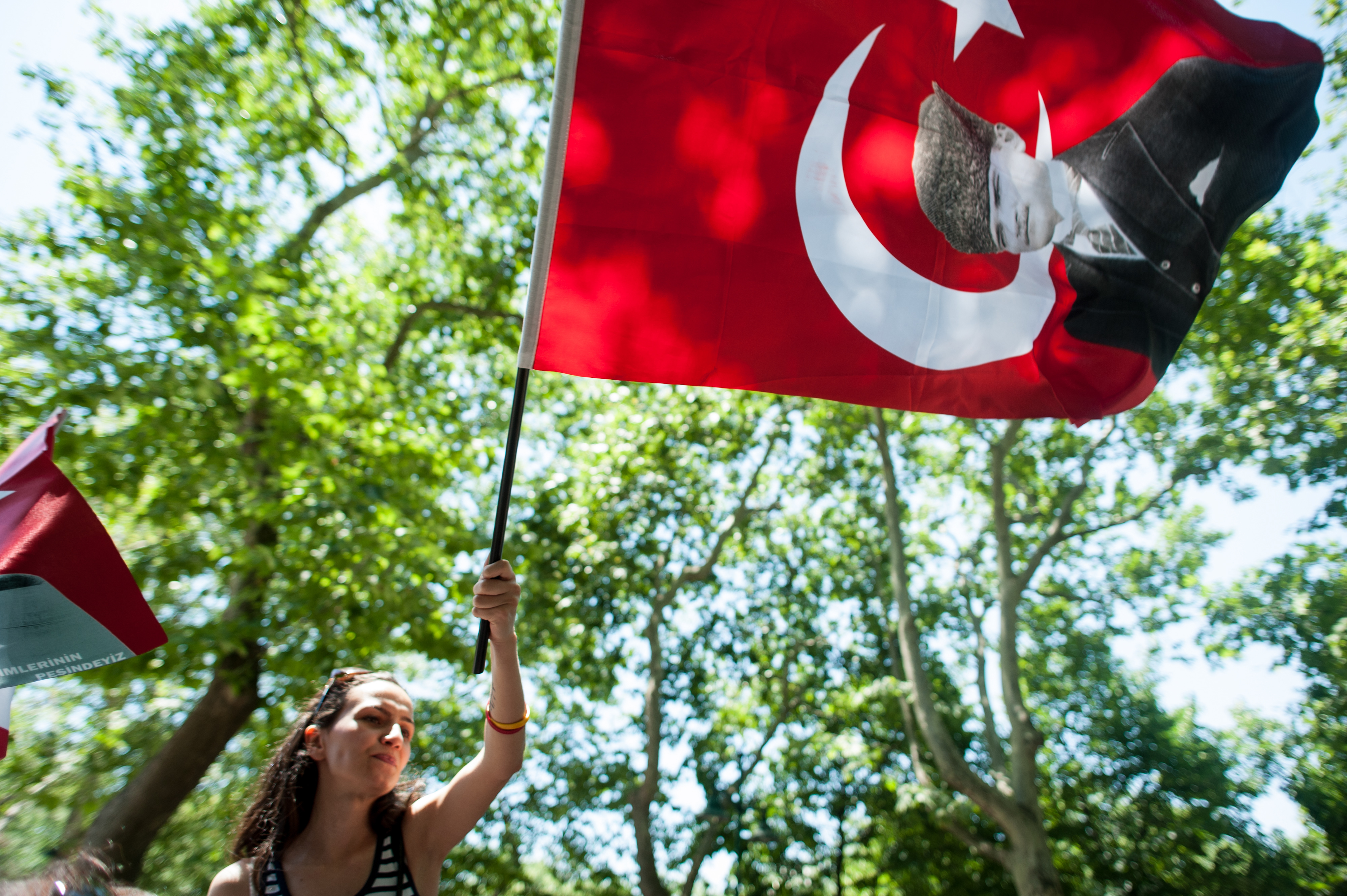
Femme turque avec le drapeau turc.

Si les autres partis comptent souvent des sections féminines, leur efficacité est mise en doute, les postes y étant aisément accaparés par des femmes proches de la direction masculine. La branche féminine de l'AKP, le parti d'Erdogan, compte 4 millions de membres. Chercheure au Centre d’études turques, ottomanes, balkaniques et centrasiatique (CETOBAC), Lucie Drechselova explique : « Ces femmes sont en campagne permanente. Elles sont regroupées par quartiers, s'occupent des malades, visitent les personnes âgées, organisent des lectures du Coran », sans compter les subsides financières, initiatives appréciées dans les zones défavorisées mais mâtinées d'un intérêt politique. Cet électorat potentiel est important : en effet, 55 % des Turcs votant pour l'AKP sont des femmes. L'AKP compte cependant seulement 15,5 % de femmes députées en juin 2015, ce qui va à l'encontre de son discours affirmant que le parti soutient l'engagement politique des femmes. Il se place en réalité loin derrière le HDP où, note Lucie Drechselova, « les femmes sont si actives qu’on peut se demander si leur militantisme ne dépasse pas celui des hommes ».
En règle générale, la vie politique turque, dominée par les hommes, est marquée par des « normes et [d]es traditions patriarcales » et les « discours sexistes et misogynes » y sont habituels note Orient XXI, même à l'égard des élues et des femmes cadres des partis.

### Violences faites aux femmes
En 1927, le meurtre d'Elza Niego, une jeune Juive, par un fonctionnaire turc, déclenche lors de ses funérailles une manifestation anti-gouvernementale à laquelle participent entre 10 000 et 25 000 personnes, rassemblement que les autorités turques considèreront comme criminel,,.

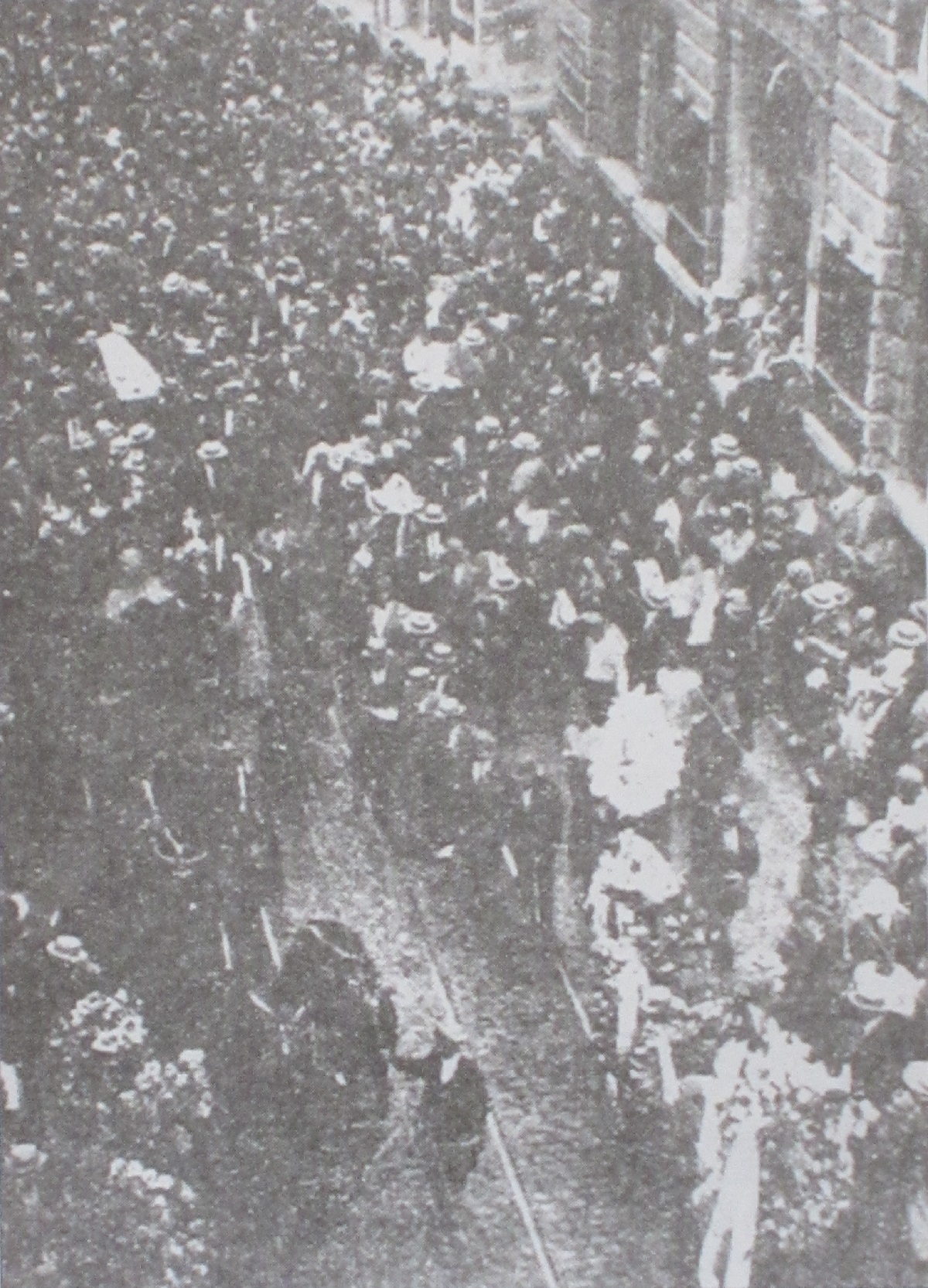
Funérailles d'Elza Niego (1927).
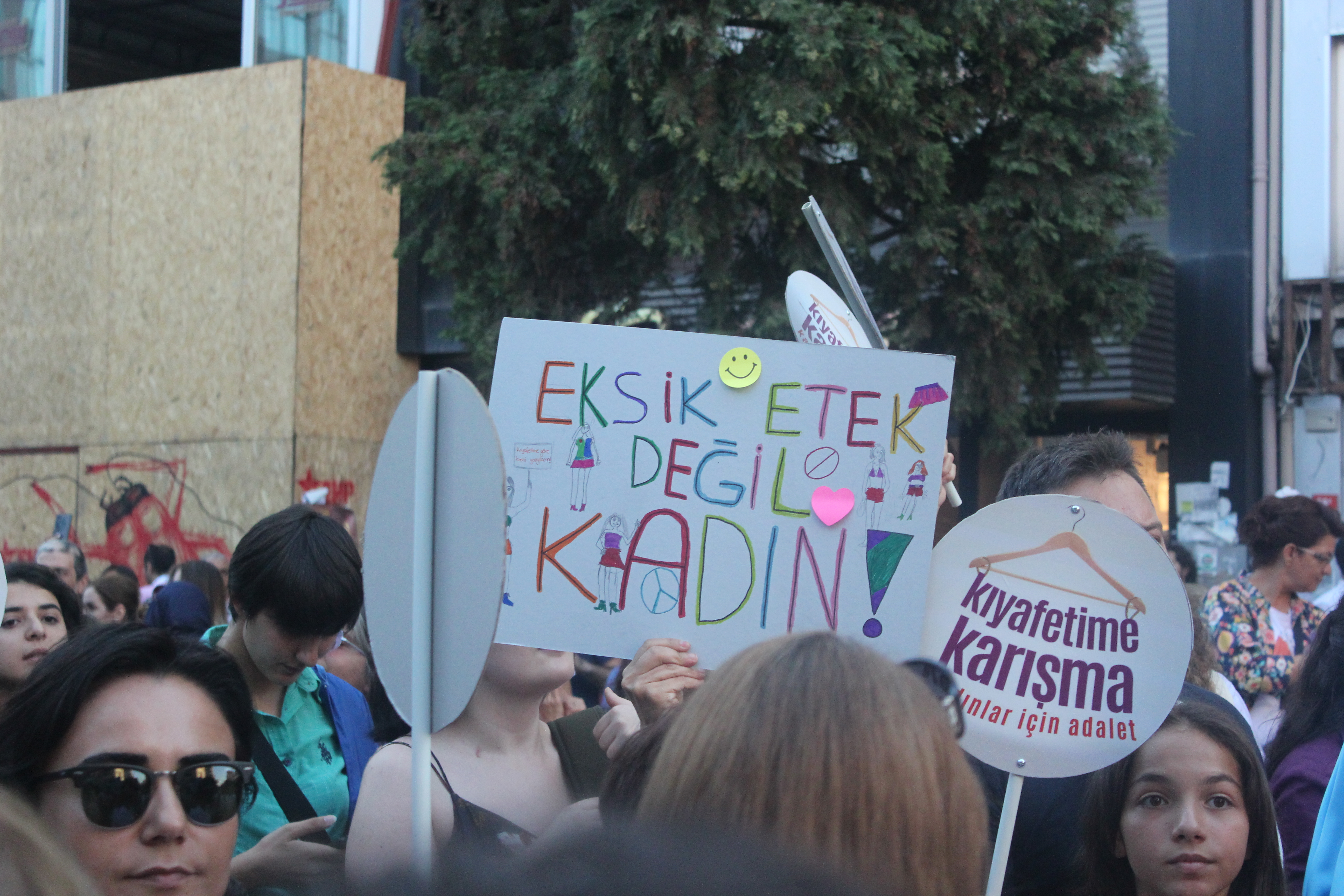
Manifestation contre les violences visant les femmes, en 2017.
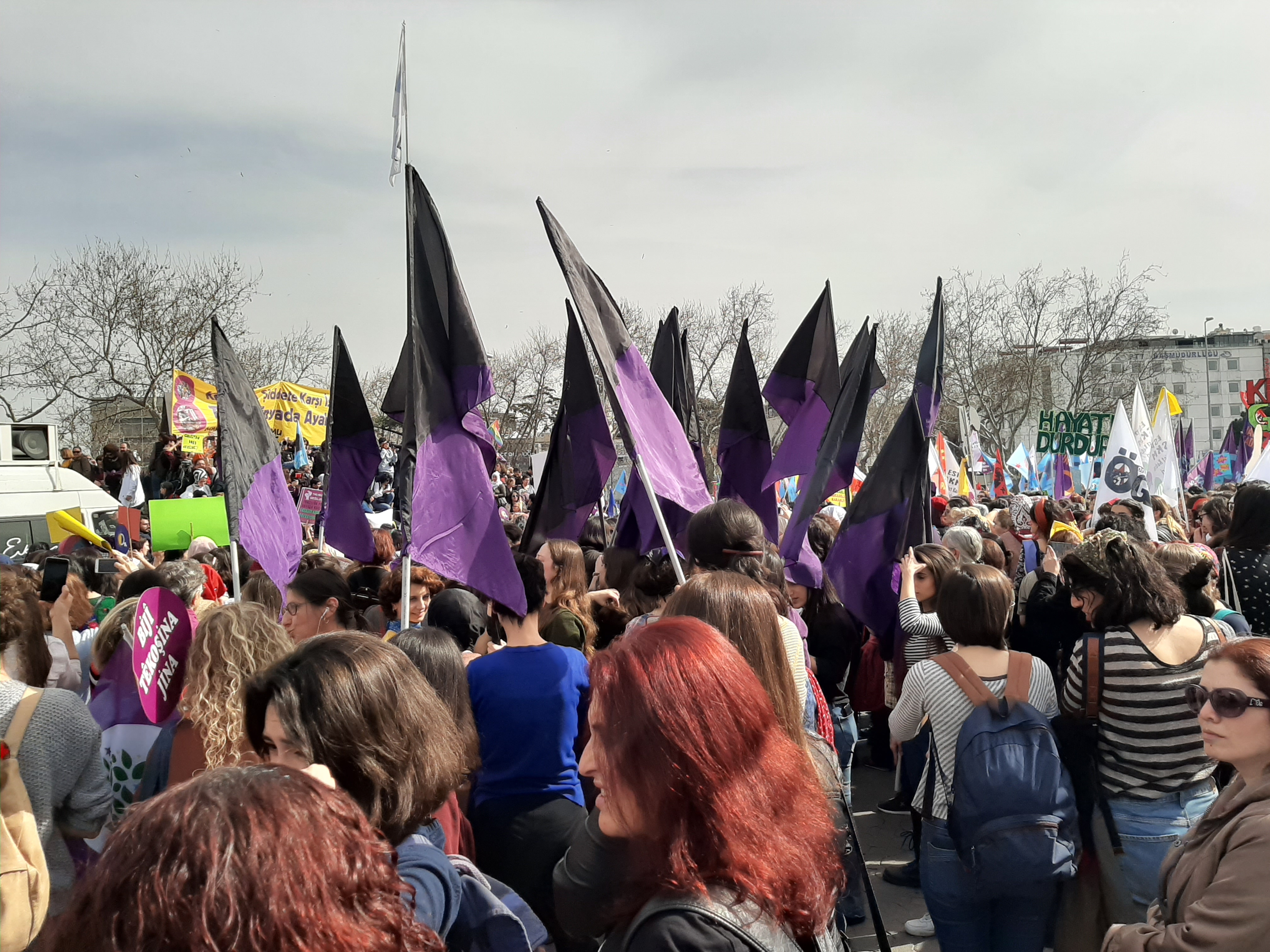
Manifestation lors de la Journée internationale des femmes, le 8 mars 2020 à Istanbul.

Pour promouvoir la paix mondiale avec un autre artiste, l'Italienne Pippa Bacca réalise en 2008 un trajet en auto-stop de Milan jusqu'au Moyen-Orient, afin de faire « un mariage entre les différents peuples et nations » en portant symboliquement une robe de mariée lors de son voyage. Arrivée à Gebze en Turquie, elle fait une mauvaise rencontre, puis est violée et assassinée,.
En novembre 2016, le gouvernement propose de dépénaliser les agressions sexuelles sur les jeunes filles mineures si l'agresseur venait à ensuite épouser sa victime. Le projet provoque un tollé, des manifestations ont lieu dans tout le pays, une pétition numérique réunit un million de personnes et même la propre fille d'Erdogan, via son association KADEM, s'en distancie. Finalement, il est rejeté par les députés.
Le 20 mars 2021, le président Erdogan annonce le retrait de la Turquie de la Convention du Conseil de l'Europe sur la prévention et la lutte contre la violence à l'égard des femmes et la violence domestique, signée en 2011 et ratifiée par le Parlement turc en 2014. Cette décision suscite une polémique, alors que le sujet des violences faites aux femmes est prégnant depuis plusieurs années.
Cette convention était devenue « le cauchemar de l'élite islamo-conservatrice au pouvoir, hostile aux articles ayant trait à la parité hommes-femmes et à la non-discrimination des minorités sexuelles » note Le Monde. En la quittant, Erdogan vise ainsi à rassurer ses alliés et à détourner l'attention du public des crises économique et sanitaire en cours et de la baisse de popularité de son parti, l'AKP. Déjà en 2019, il avait estimé que le texte était sans valeur car il « ne fait pas partie du Coran ».
Pourtant, la Turquie « connaît l’un des plus forts taux de violence conjugale dans le monde » note Le Figaro Magazine et en constante augmentation, touchant autant les grandes villes que les campagnes et tous les milieux sociaux. De 121 cas comptabilisés en 2011, on est passé à 474 mortes en 2019.
Les féministes turques se mobilisent afin de porter le sujet des féminicides dans le débat public, qu'ils s'agisse de parents ou proches de femmes tuées, de militantes ou d'avocates. En 1990, l'avocate Canan Arın (tr) co-fonde l'association Mor Çatı (tr) (Le Toit mauve), qui propose un refuge pour les épouses et jeunes femmes victimes de maltraitance. En 2012, elle est brièvement emprisonnée et poursuivie par la justice pour « insulte aux valeurs religieuses », après avoir critiqué le mariage précoces des filles, citant l'exemple du prophète Mahomet, dont l'une des épouses avait sept ans. En 2021, après le retrait de la Convention d'Istanbul, elle porte plainte « contre l'illégalité de ce retrait par simple décret présidentiel ». Plus généralement, des militantes sont à l'initiative de la plate-forme « Pour le maintien de la Convention d'Istanbul ». À l'international, les pays occidentaux réagissent de manière très critique : « un pas en arrière extrêmement décourageant » pour le président américain Joe Biden ; une décision « dévastatrice » pour la secrétaire générale du Conseil de l'Europe Marija Pejčinović Burić.
En 2018 est créé le « Parlement des femmes », qui rassemble des centaines de Turques décidées à ce qu'on ne leur retire pas leurs droits, dont des militantes qui ont survécu à des tentatives de féminicides. En 2019, l'artiste Vahit Tuna réalise une œuvre publique, installant sur un mur d'Istanbul 440 paires d'escarpins noirs, soit le nombre de femmes tuées l'année précédente. Des manifestations ont également lieu, comme celle du 25 novembre 2020, organisée à Istanbul, où défilent des milliers de femmes,.

## Autres aspects

### Sports

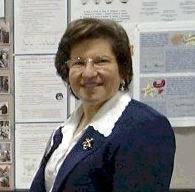
Janet Akyüz Mattei, astronome.
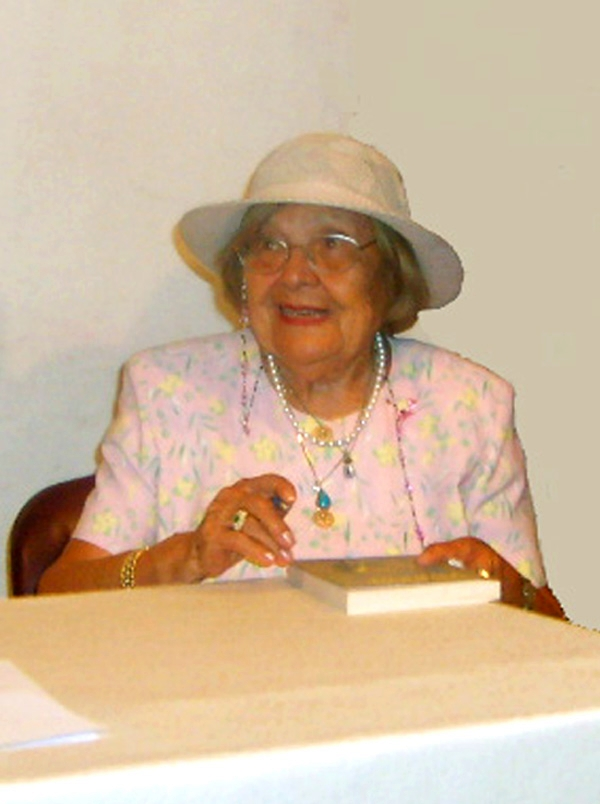
Muazzez İlmiye Çığ, archéologue.
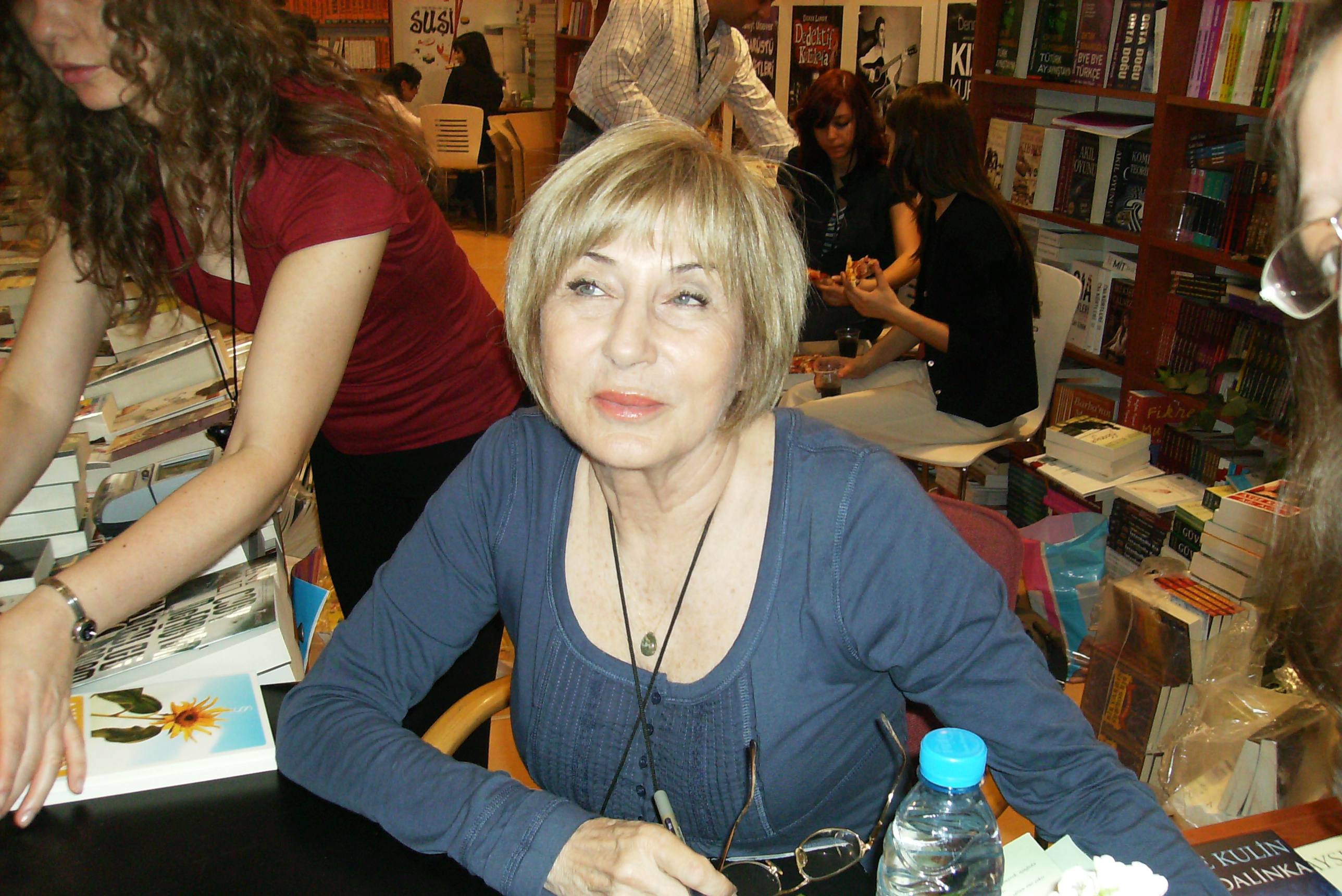
Ayşe Kulin, écrivaine.
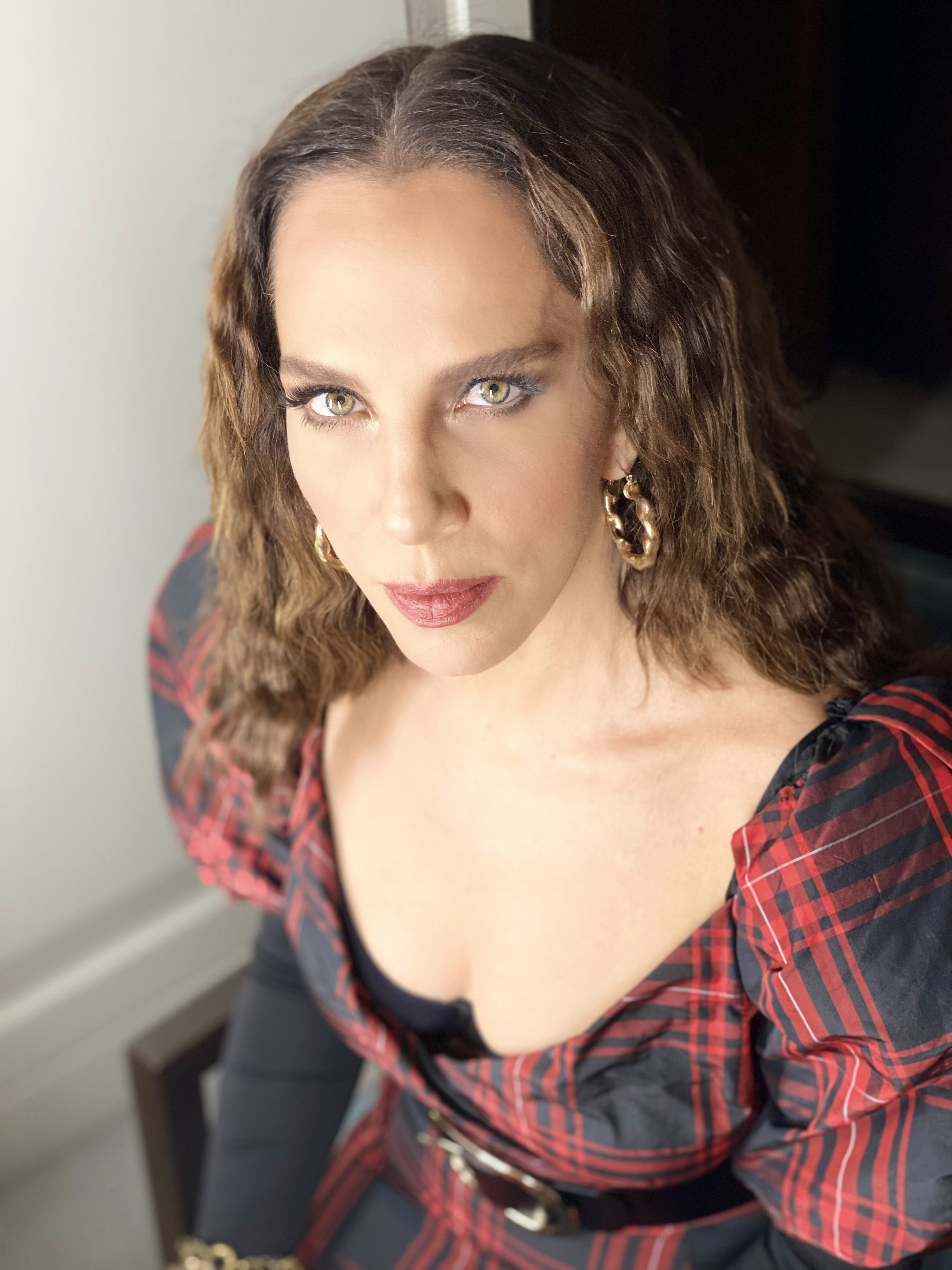
Sertab Erener, chanteuse.
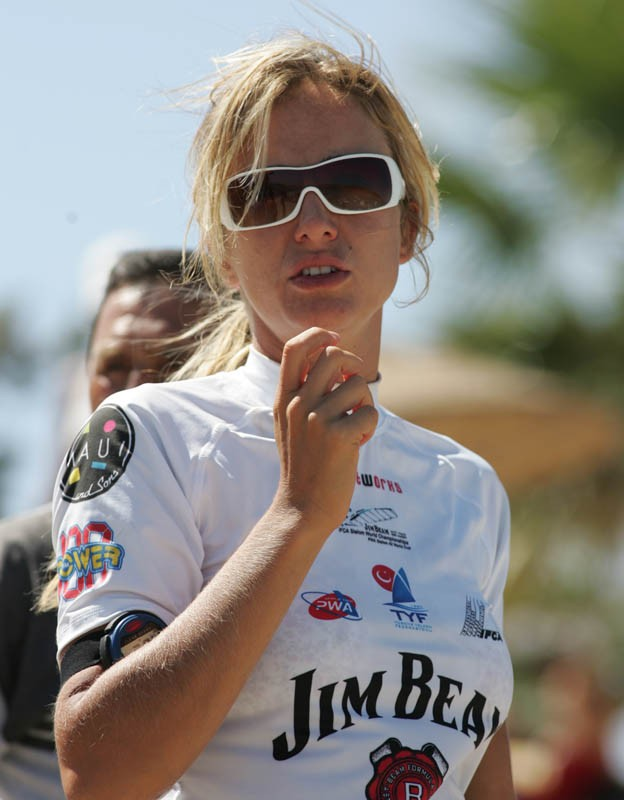
Çağla Kubat, mannequin et actrice.
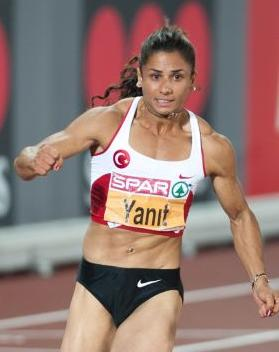
Nevin Yanıt, athlète.